# Martie 2007
Acest articol este generat integral pe baza informațiilor din articolul 2007 și este actualizat periodic de un robot.
 Editările făcute în articol vor fi șterse la următoarea actualizare! Dacă doriți să faceți modificări, editați articolul-sursă.

ianuarie -
februarie -
martie -
aprilie -
mai -
iunie -
iulie -
august -
septembrie -
octombrie -
noiembrie -
decembrie
Martie 2007 a fost a treia lună a anului și a început într-o zi de joi.

## Evenimente
- 1 martie: Lansarea, la Paris, a Anului Polar Internațional. Sunt investiți 1,5 miliarde dolari pentru studiul Polului Nord și Polului Sud.
- 1 martie: Este lansat în România postul de televiziune Kanal D, care face parte din conglomeratul turc, Doğan.
- 3 martie: Eclipsă totală de lună vizibilă și din România.
- 4 martie: Alegeri parlamentare în Estonia.
- 8 martie: Liderii Uniunii Europene au adoptat o strategie pe termen lung în domeniul energiei și combaterii încălzirii climatice.
- 9 martie: Ion Țiriac, cu o avere de peste 1,1 miliarde dolari, a devenit primul român pe lista Forbes a celor mai bogați oameni din lume (locul 840).
- 14 martie: Autoritățile americane au aprobat fabricarea unui medicament, care pe timpul testelor s-a dovedit a fi eficient în încetinirea evoluției cancerului la sân.
- 20 martie: Familia regală intră oficial în posesia Castelelor Peleș și Pelișor și a terenurilor aferente.
- 25 martie: Uniunea Europeană aniversează 50 de ani de la semnarea Tratatului de la Roma, prin care au fost puse bazele Comunității Economice Europene.
- 26 martie: Prima ediție a Premiilor Gopo.
- 27 martie: Premierii Rusiei și Letoniei semnează tratatul referitor la granițe.
- 31 martie: La Sydney, Australia, între orele 19:30 și 20:30 (ora locală) se sting luminile, ca avertisment referitor la încălzirea globală.

## Nașteri
- 5 martie: Roman Griffin Davis, actor britanic

## Decese
- 2 martie: Károly Sinka, 72 ani, actor maghiar (n. 1934)
- 2 martie: Henri Troyat (n. Lev Aslanovici Tarasov), 95 ani, scriitor francez de etnie rusă (n.  1911)
- 4 martie: Șerban Georgescu, 54 ani, compozitor român (n. 1952)
- 6 martie: Jean Baudrillard, 77 ani, sociolog, filosof francez (n. 1929)
- 6 martie: Tănase Mureșanu, 66 ani, scrimer român (n. 1940)
- 7 martie: Florin Hălălău, 73 ani, medic român, membru al Academiei de Științe Medicale (n. 1933)
- 9 martie: Gerardo Mello Mourao, 90 ani, poet brazilian (n. 1917)
- 13 martie: Neagu Cosma, 81 ani, general român în cadrul DSS (n. 1925)
- 15 martie: Ion Nicodim, 74 ani, pictor român (n. 1932)
- 17 martie: John Backus (n. John Warner Backus), 82 ani, informatician american (n. 1924)
- 17 martie: Freddie Francis (n. Frederick William Francis), 89 ani, regizor britanic (n. 1917)
- 18 martie: Ovidiu Maitec, 81 ani, sculptor român (n. 1925)
- 21 martie: Natalia Șerbănescu, 75 ani, interpretă română de muzică populară, din zona Dobrogei (n. 1931)
- 21 martie: Ulfat Idilbi, 94 ani, romancieră siriană (n. 1912)
- 22 martie: Ratmir Șișkov, 18 ani, rapper rus (n. 1988)
- 23 martie: Johannes Aagaard (n. Johannes Monrad Aagaard), 78 ani, teolog danez (n. 1928)
- 27 martie: Paul Christian Lauterbur, 77 ani, medic american laureat al Premiului Nobel (2003), (n. 1929)
- 30 martie: Chrisye (n. Christian Rahadi), 57 ani, cântăreț indonezian (n. 1949)
- 31 martie: Paul Watzlawick, 85 ani, psiholog american (n. 1921)
- 31 martie: Romulus Cojocaru, 72 ani, poet, prozator, editor de reviste și avocat român (n. 1934)

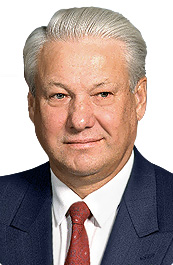
Boris Elțîn